# چارلز لین (روزنامه‌نگار)
چارلز لین (انگلیسی: Charles Lane؛ زادهٔ ۱۹۶۱ (۶۳–۶۴ سال)) روزنامه‌نگار اهل ایالات متحده آمریکا است.
وی همچنین برندهٔ جوایزی همچون جایزه برلین شده‌است.